# Фабриция
Фабриция (итал. Fabrizia) — коммуна в Италии, располагается в регионе Калабрия, подчиняется административному центру Вибо-Валентия.
Население составляет 2689 человек, плотность населения составляет 71 чел./км². Занимает площадь 38 км². Почтовый индекс — 88020. Телефонный код — 0963.
Фабриция граничит с Аккуаро, Арена, Галатро, Гроттерия, Мартоне, Монджана, Нардодипаче, Сан-Пьетро-Ди-Карида.